# Karakterisztikus részcsoport
A csoportelméletben karakterisztikus részcsoportnak nevezzük a {\displaystyle G} csoport {\displaystyle H} részcsoportját, ha {\displaystyle H}-t (mint halmazt) {\displaystyle G} minden automorfizmusa fixen hagyja.

## Definíció
Legyen {\displaystyle G} csoport és legyen {\displaystyle H\leq G}. {\displaystyle H}-t akkor nevezzük karakterisztikus részcsoportnak, ha valahányszor {\displaystyle \phi \in Aut\,G} egy automorfizmusa {\displaystyle G}-nek, és {\displaystyle h\in H}, szükségképpen {\displaystyle \phi (h)\in H}. Azt a tényt, hogy {\displaystyle H} karakterisztikus részcsoportja {\displaystyle G}-nek, így jelöljük: {\displaystyle H\;\mathrm {char} \;G}.

## Példák
- Tetszőleges csoportnak triviális karakterisztikus részcsoportja önmaga és az egyelemű csoport.
- A kvaterniócsoportnak egyetlen kételemű részcsoportja van; ez szükségképpen karakterisztikus.
- Minden topologikus csoport egységkomponense karakterisztikus.

## Tulajdonságai
A „karakterisztikus részcsoportja” reláció tranzitív. Ha tehát {\displaystyle H\;\mathrm {char} \;G} és {\displaystyle G\;\mathrm {char} \;F}, akkor {\displaystyle H\;\mathrm {char} \;F}. Ez azért van, mert {\displaystyle F} tetszőleges automorfizmusának {\displaystyle G}-re való megszorítása automorfizmusa {\displaystyle G}-nek.
Ha {\displaystyle H\;\mathrm {char} \;G}, akkor szükségképpen {\displaystyle H\triangleleft G}, hiszen {\displaystyle H\triangleleft G} éppen azt jelenti, hogy {\displaystyle H}-t fixen hagyják {\displaystyle G} belső automorfizmusai, márpedig ha {\displaystyle H\;\mathrm {char} \;G}, akkor {\displaystyle H}-t az összes automorfizmus fixen hagyja.
Hasonlóképpen látható be az is, hogy ha {\displaystyle H\;\mathrm {char} \;G} és {\displaystyle G\triangleleft F}, akkor {\displaystyle H\triangleleft F}.
{\displaystyle G} centruma mindig karakterisztikus {\displaystyle G}-ben, hiszen ha {\displaystyle g\in G} a centrum eleme, akkor {\displaystyle g} minden elemmel felcserélhető, ez viszont nyilván {\displaystyle \phi (g)}-re is igaz bármilyen {\displaystyle \phi \in Aut\,G} esetén.